# Східноєвропейський лісостеп
Східноєвропейський лісостеп (WWF ID: PA0419) — екорегіон широколистяних лісових насаджень і лук, завдовжки 2100 км від Східної Європи (Центральна Україна) до Уральських гір Росії. Є також окремі острівці на сході Румунії, у Молдові та Болгарії. Регіон утворює перехідну зону між помірними лісами на півночі і степом на півдні. Лісостеп — терен, на якому кількість опадів та випаровування приблизно рівні. Екорегіон знаходиться в екологічній зоні Палеарктика, з вологим континентальним кліматом. Має площу 727 269 км².

## Розташування та опис
Екорегіон утворює довгу смугу, завдовжки близько 2100 км та завширшки 600 км, від України на заході до Уральських гір на сході. Більша частина терену — сопки та плоскість. Середні висоти коливаються від 150 метрів (над рівнем моря) на плоскості до 250 метрів на пагорбах, з окремими хребтами низьких гір по периметру регіону. Екорегіон можна розділити на підпровінції із заходу на схід: Придніпровська височина, Придніпровська низовина, Середньоросійська височина, Оксько-Донська рівнина, Приволзька височина та Заволжя. Кількість опадів зменшується далі на схід, як і фрагментація лісу.

## Клімат
Клімат на більшій частині екорегіону — вологий континентальний клімат, з теплим літом (Класифікація кліматів Кеппена (Dfb)). Цей клімат характеризується великою сезонною різницею температур та теплим літом (принаймні чотири місяці в середньому вище 10° C, але середьомісячна температура не перевищує 22° C. На сході екорегіону збільшується континентальність.

## Флора і фауна
Оскільки рельєф екорегіону є відносно рівним або низькогористим, що не має фізичних бар'єрів між біомами на північ і південь, рослинні громади мають тенденцію формуватися місцевими коливаннями водостоку. Відмінності дренажу, зміни типу ґрунту (сосни на піщаному ґрунті, листяні дерева на суглинковому ґрунті тощо) та солоність, вплив вітру (який видуває сніг з пагорбів у поглиблення, що впливає на якість ґрунту) та історичну діяльність людей все разом створює мозаїчний характеру регіону.
Відкриті простори показують, що степові рослинні громади можуть конкурувати з лісом. Осоки характерні в степових районах, протистоячи умовам з низьким рівнем вологості, значна частина їх біомаси знаходиться під землею.

## Заповідники
- Башкирія (національний парк)
- Білогір'я (заповідник)[en]
- Чаваш-Вармане
- Галичья Гора (заповідник)[en]
- Калузькі засіки[en]
- Хоперський заповідник
- Центрально-Чорноземний заповідник
- Воронинський заповідник[en]
- Жигулівський заповідник